# Tragia dinteri
Tragia dinteri är en törelväxtart som beskrevs av Ferdinand Albin Pax. Tragia dinteri ingår i släktet Tragia och familjen törelväxter.
Artens utbredningsområde är Namibia. Inga underarter finns listade i Catalogue of Life.